# Blas Ople
Blas Fajardo Ople (Hagonoy, 3 febbraio 1927 – Contea di Taoyuan, 14 dicembre 2003) è stato un politico e giornalista filippino.
Tra le personalità più note ed influenti della sua epoca, occupò diverse cariche del ramo esecutivo e giudiziario del governo filippino. Si contraddistinse per aver ricoperto la posizione di Ministro del Lavoro durante il governo di Ferdinand Marcos, dal 1967 al 1986, ed apportò notevoli contributi alla creazione di leggi sull'occupazione. Nel 1992 fu eletto nel Senato delle Filippine, divenendone Presidente dal 1999 al 2000 ed occupando tale carica sino alla sua nomina a Segretario degli Affari Esteri durante l'amministrazione di Gloria Macapagal-Arroyo. Morì a Taiwan nel 2003 durante un viaggio diretto per il Giappone, dopo essere collassato per un'insufficienza cardiaca. Fu sepolto al Libingan ng Mga Bayani.
Per le sue ideologie e contributi in ambito politico, fu affibbiato da diversi analisti e colleghi al nazionalismo di sinistra. Nell'ultima parte della sua vita diede grande supporto ad una proposta di legge per acconsentire la presenza di basi militari statunitensi nel paese, così come alle iniziative americane relative alla guerra al terrorismo. 

## Biografia
Ople nacque il 3 febbraio 1927 ad Hagonoy, nella provincia di Bulacan, dall'artigiano Felix Antonio Ople e dalla moglie Segundina Fajardo.
Dopo la rivoluzione del Rosario e l'elezione a Presidente di Corazon Aquino, Ople fu dimesso dalla sua carica di ministro occupata per quasi due decenni. Ritornò quindi nelle Filippine e si unì ben presto all'opposizione politica nei confronti del governo Aquino. Malgrado le loro differenti ideologie politiche, la Aquino offrì ad Ople un posto nella Commissione avente il compito di creare una nuova Costituzione, uscita poi l'anno seguente.
Nel maggio 1987 si candidò per la seconda volta al Senato delle Filippine, come membro della coalizione tra Partito Nazionalista e Grande Alleanza per la Democrazia. Tuttavia l'ex ministro ne uscì sconfitto e ritornò conseguentemente a vita privata. Durante questo periodo fu Presidente dell'Institute for Public Policy (IPP).
In seguito alla sua morte gli fu dedicato il Blas Ople Center, organizzazione gestita dalla figlia Susan destinata all'assistenza degli Overseas Filipino Workers o OFW (nome con il quale si identificano i lavoratori filippini emigrati nel mondo).